# Heterophleps confusa
Heterophleps confusa är en fjärilsart som beskrevs av Alfred Ernest Wileman 1911. Heterophleps confusa ingår i släktet Heterophleps och familjen mätare. Inga underarter finns listade i Catalogue of Life.